# Равча
Равча је насељено место у саставу града Вргорца, Сплитско-далматинска жупанија, Република Хрватска.

## Историја
До територијалне реорганизације у Хрватској налазила се у саставу старе општине Вргорац.

## Становништво
На попису становништва 2011. године, Равча је имала 154 становника.
| Број становника по пописима | Број становника по пописима | Број становника по пописима | Број становника по пописима | Број становника по пописима | Број становника по пописима | Број становника по пописима | Број становника по пописима | Број становника по пописима | Број становника по пописима | Број становника по пописима | Број становника по пописима | Број становника по пописима | Број становника по пописима | Број становника по пописима | Број становника по пописима |
| --------------------------- | --------------------------- | --------------------------- | --------------------------- | --------------------------- | --------------------------- | --------------------------- | --------------------------- | --------------------------- | --------------------------- | --------------------------- | --------------------------- | --------------------------- | --------------------------- | --------------------------- | --------------------------- |
| 1857                        | 1869                        | 1880                        | 1890                        | 1900                        | 1910                        | 1921                        | 1931                        | 1948                        | 1953                        | 1961                        | 1971                        | 1981                        | 1991                        | 2001                        | 2011                        |
| 288                         | 652                         | 211                         | 283                         | 298                         | 323                         | 497                         | 464                         | 271                         | 290                         | 263                         | 256                         | 177                         | 178                         | 184                         | 154                         |

Напомена: У 1857., 1869., 1921. и 1931. садржи податке за насеље Вишњица, а у 1869. и за насеља Кљенак и Кокорићи.

### Попис1991.
На попису становништва 1991. године, насељено место Равча је имало 178 становника, следећег националног састава:
| Попис 1991.‍  | Попис 1991.‍  | Попис 1991.‍ | Попис 1991.‍ | Попис 1991.‍ |
| ------------ | ------------ | ----------- | ----------- | ----------- |
|              |              |             |             |             |
| Хрвати       | Хрвати       |             | 175         | 98,31%      |
| Југословени  | Југословени  |             | 1           | 0,56%       |
| Муслимани    | Муслимани    |             | 1           | 0,56%       |
| неопредељени | неопредељени |             | 1           | 0,56%       |
| укупно: 178  |              |             |             |             |